# 里克·邓恩
里克·邓恩（英語：Rick Dunn，1976年3月8日—），英国男子赛艇运动员。他曾代表英国参加世界赛艇锦标赛，获得二枚金牌和三枚银牌。他也曾参加2004年夏季奥林匹克运动会。